# Villa Papadopoli
Villa Papadopoli, citata anche come villa Papadopoli, Mancini dai cognomi delle famiglie dei proprietari che negli anni si sono succeduti, è un edificio storico situato a Smergoncino, località nei pressi di Cavanella Po, frazione del comune di Adria, in provincia di Rovigo. 
Il complesso, costruito nel tardo XVIII secolo nei pressi della sponda sinistra del Canalbianco, rispetto al livello del quale si trova in posizione ribassata, è posto al centro dei possedimenti della famiglia Papadopoli in terra polesana ed è costituito dall'edificio principale, posto nell'angolo sud-ovest, dalla cappella gentilizia, edificata nel tardo Settecento e posta alla sua sinistra, e dalle adiacenze prevalentemente destinate ad usi rustici.

## Il complesso

### Villa
La villa propriamente detta si presenta come un edificio sviluppato su due piani, dall'aspetto robusto ma con soluzioni stilistiche povere, ben distanti dall'opulenza del barocco, che unisce un settore mediano scarsamente caratterizzato alla modanatura dei fori del piano terra, dove ripetitivo è l'uso del frontoncino a doppia curva, riminiscenza barocca in epoca neoclassica. All'interno è degno di nota la sala centrale, di grandi dimensioni, che presenta sulle pareti laterali due coppie di porte centinate che richiamano il gusto stilistico di Baldassare Longhena.
Del giardino che impreziosiva la facciata della struttura resta solo traccia, pesantemente ridimensionato dopo i lavori che hanno interessato la sede stradale che cinge il complesso, e del quale fa parte un grande leccio (Quercus ilex) ultracentenario annoverato tra gli alberi monumentali della regione Veneto.

### Cappella gentilizia
La cappella e l'annesso campanile vennero innalzati a lato della villa sul finire del Settecento per la comodità di un anziano sacerdote membro della famiglia. Dedicata ai Santi Andrea e Giuditta, conserva al suo interno alcuni crocifissi lignei tra i quali uno di ottima fattura.